# Mzwandile Mabelesa
Mzwandile Mabelesa (ur. 21 kwietnia 1993) – suazyjski piłkarz grający na pozycji defensywnego pomocnika. Od 2019 jest zawodnikiem klubu Royal Leopards FC.

## Kariera klubowa
Do 2018 roku Mabelesa grał w klubie Moneni Pirates FC. W 2019 roku przeszedł z niego do Royal Leopards FC. Z nim wywalczył dwa mistrzostwa Eswatini w sezonach 2020/2021 i 2021/2022.

## Kariera reprezentacyjna
W reprezentacji Eswatini Matse zadebiutował 19 października 2019 w zremisowanym 2:2 meczu Mistrzostw Narodów Afryki 2020 z Zambią.